# Artur Rättel
Artur Rättel (* 8. Februar 1993 in Pärnu) ist ein estnischer Fußballspieler. Der Stürmer steht beim FC Infonet Tallinn in der Meistriliiga unter Vertrag.

## Karriere

### Verein
In seiner Jugend spielte Artur Rättel zunächst beim JK Vaprus Pärnu. Von dort wechselte er zum FC Levadia Tallinn. Während einer Ausleihe 2009 zu seinem Stammverein aus Pärnu konnte Rättel in der Spielzeit 2009 erste Spiele in einer der beiden höchsten Spielklassen in Estland vorweisen. Im Jahr 2010 wieder bei Levadia, spielte dieser in der zweiten Mannschaft und in der A-Jugend des Vereins. Zu Beginn der Saison 2011 bestritt Rättel im Supercup gegen Flora Tallinn im Stadtderby erstmals ein Spiel in der Ersten Mannschaft, zugleich in der Startelf und wurde nach 80. Spielminuten durch Albert Taar ersetzt. Am Ende verlor Levadia gegen Flora nach Elfmeterschießen. Im weiteren Saisonverlauf kam er regelmäßig in der Meistriliiga und Esiliiga zu Einsatzminuten. In der Spielzeit 2012 gewann Rättel mit seinem Team den Estnischen Pokal im Finale gegen Flora nach Elfmeterschießen.

### Nationalmannschaft

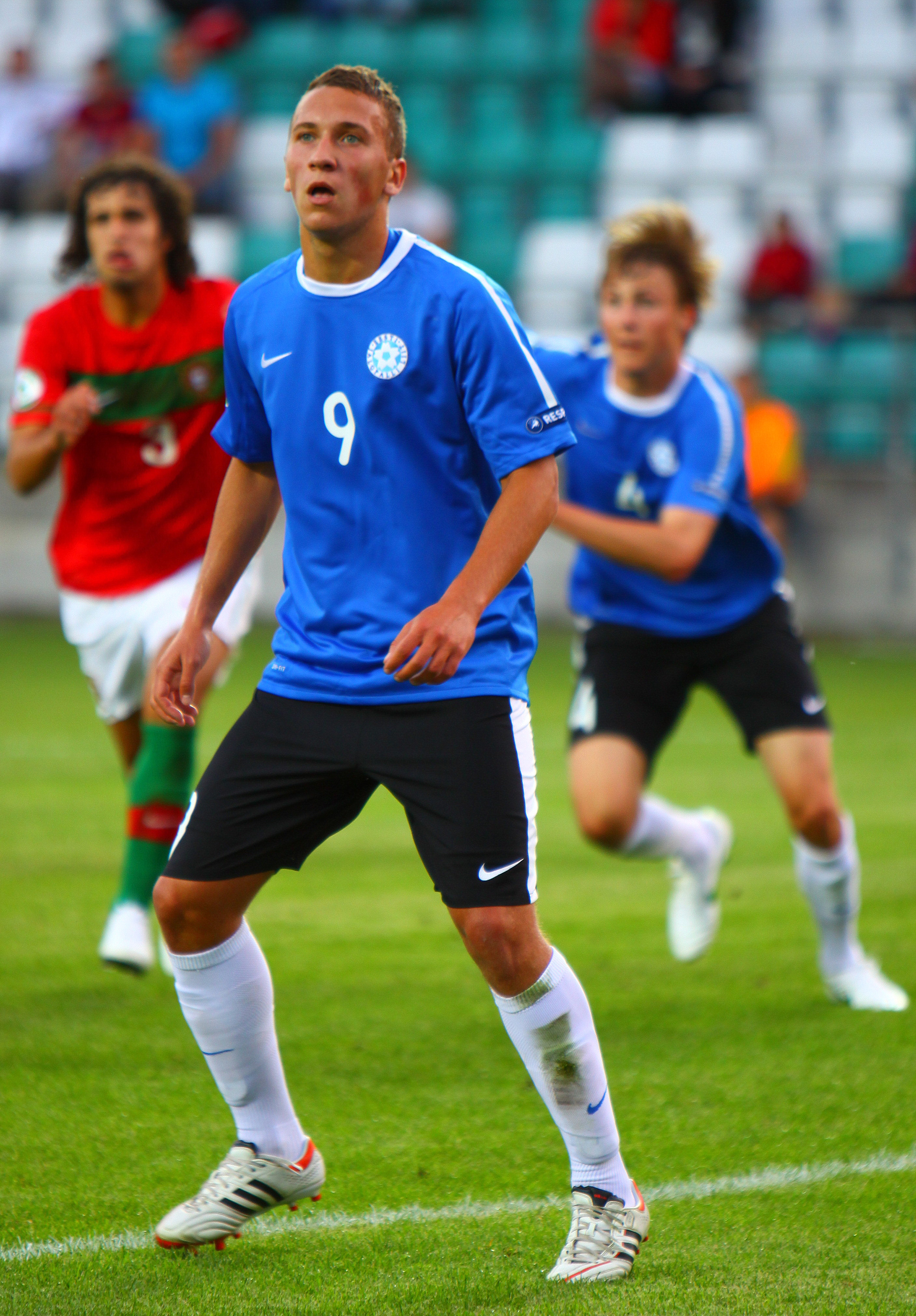
Artur Rättel bei der U-19 Europameisterschaft gegen Portugal im Jahr 2012

Artur Rättel spielt seit seinem Debüt für die U-16 von Estland im Jahr 2008 gegen Polen für sein Heimatland. Im Jahr 2009 folgten Einsätze in der U-17 und im Jahr darauf in der U-18. Mit der U-19 spielte er den Baltic Cup im Jahr 2010 und nahm 2012 an der U-19-Europameisterschaft in Estland teil. Im September 2012 debütierte der Stürmer für die U-21 gegen die Schweiz, nachdem er für Henri Anier eingewechselt wurde.

## Erfolge
- Estnischer Meister: 2013, 2014
- Esiliiga: 2013
- Estnischer Fußballpokal: 2010, 2012, 2014
- Estnischer Supercup: 2010, 2013, 2015